# Ministerstwo Sprawiedliwości Republiki Mołdawii
Ministerstwo Sprawiedliwości Republiki Mołdawii (Ministerul Justiției) – urząd pomocniczy Ministra Sprawiedliwości, członka Rządu Mołdawii stanowiącego naczelny organ administracji rządowej odpowiedzialny za dział administracji rządowej – sprawiedliwość. Siedziba Ministerstwa znajduje się w Kiszyniowie przy ulicy 31 sierpnia 1989, pod numerem 82. Od lutego 2023 resortem kieruje Veronica Mihailov-Moraru. Sekretarzami stanu w jej gabinecie są Nadejda Burciu, oraz Eduard Serbenco.